# Elaeocarpaceae

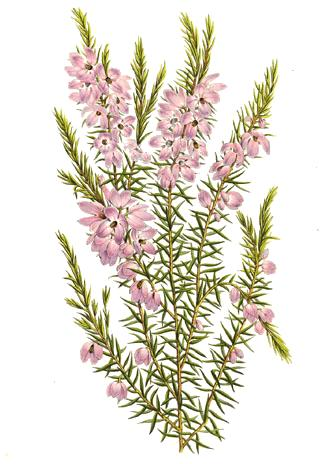
Tetratheca pilosa (um arbusto ericoide).

Elaeocarpaceae é uma família de plantas com flor, pertencente à ordem Oxalidales, que agrupa cerca de 615 espécies de árvores e arbustos, maioritariamente plantas perenifólias, repartidos por 12 géneros. Os maiores géneros são Elaeocarpus, com cerca de 350 espécies, e Sloanea, com cerca de 150 espécies. A maior parte das espécies ocorre nas regiões de clima tropical e subtropical, com algumas espécies nas regiões de  clima temperado, ocorrendo em Madagáscar, no Sueste Asiático, na Austrália, na Nova Zelândia, Caraíbas e América do Sul.

## Descrição
Os membros desta família são maioritariamente árvores ou arbustos, nalguns casos arbustos ericoides com folhas escamiformes. São espécies hermafroditas (dióicas) que geralmente apresentam flores agrupadas em inflorescências.

### Morfologia
A maioria das espécies desta família são  plantas hermafroditas, perenifólias e lenhosas, maioritariamente árvores a arbustos, raramente caméfitos ou plantas herbáceas. Algumas espécies são arbustos ericoides. As folhas são simples, de filotaxia alterna ou oposta, de inserção espiralada (como em Tetratheca), estipuladas, com tricomas simples. Em algumas espécies, o pecíolo é engrossado. As lâminas foliares ficam com coloração vermelho intenso ou laranja, raramente amarelas, quando envelhecem. Em algumas espécies, as folhas são reduzidas a escamas. As margens das folhas são frequentemente serrilhadas ou serradas, raramente quase lisas. As estípulas são pequenas.
Inflorescências cimosas ou racemosas, flores actinomorfas; sépalas valvadas, livres ou apenas unidas; pétalas 1–5 ou ausentes, imbricadas ou valvadas; estames numerosos, livres, inseridos na superfície ou margem de um receptáculo largo, anteras basifixas, ditecas, com deiscência por um poro apical comum ou por 2 poros apicais ou por fendas laterais longitudinais; ovário súpero, composto, 3–5-locular, placentação axial, óvulos anátropos, o estilete inteiro ou apicalmente dividido, raras vezes em igual número que os lóculos.
Os frutos são geralmente cápsulas lenhosas, com ou sem espinhos, drupas, raramente bagas. Em espécies cujo fruto é uma cápsulas, as sementes são hirsutas. As sementess são de uma a várias por lóculo ou uma por fruto, com arilo por vezes presente. 
São plantas ricas em alcaloides.

### Distribuição
São plantas arbóreas ou arbustivas das regiões subtropicais e tropicais, com algumas espécies em regiões de clima temperado. A área de distribuição compreende o sudeste da Ásia, a Península Malaia e as ilhas próximas, o leste da Austrália, a Nova Zelândia, Madagáscar, as Caraíbas e o Chile.

### Usos
Alguns frutos são localmente consumidos crus ou secos. Existem também aplicações médicas na medicina tradicional de alguns povos que habitam as regiões com maior presença desta família.

## Filogenia e sistemática

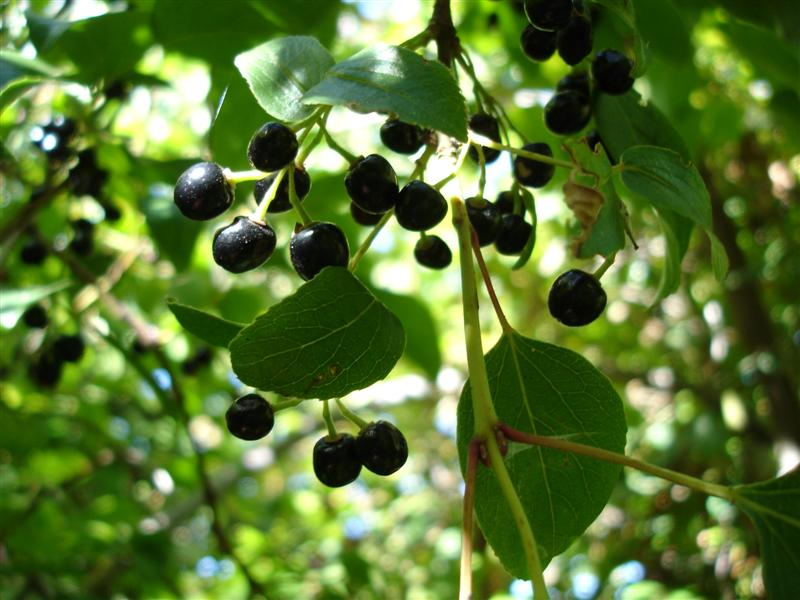
Frutos de Aristotelia chilensis.

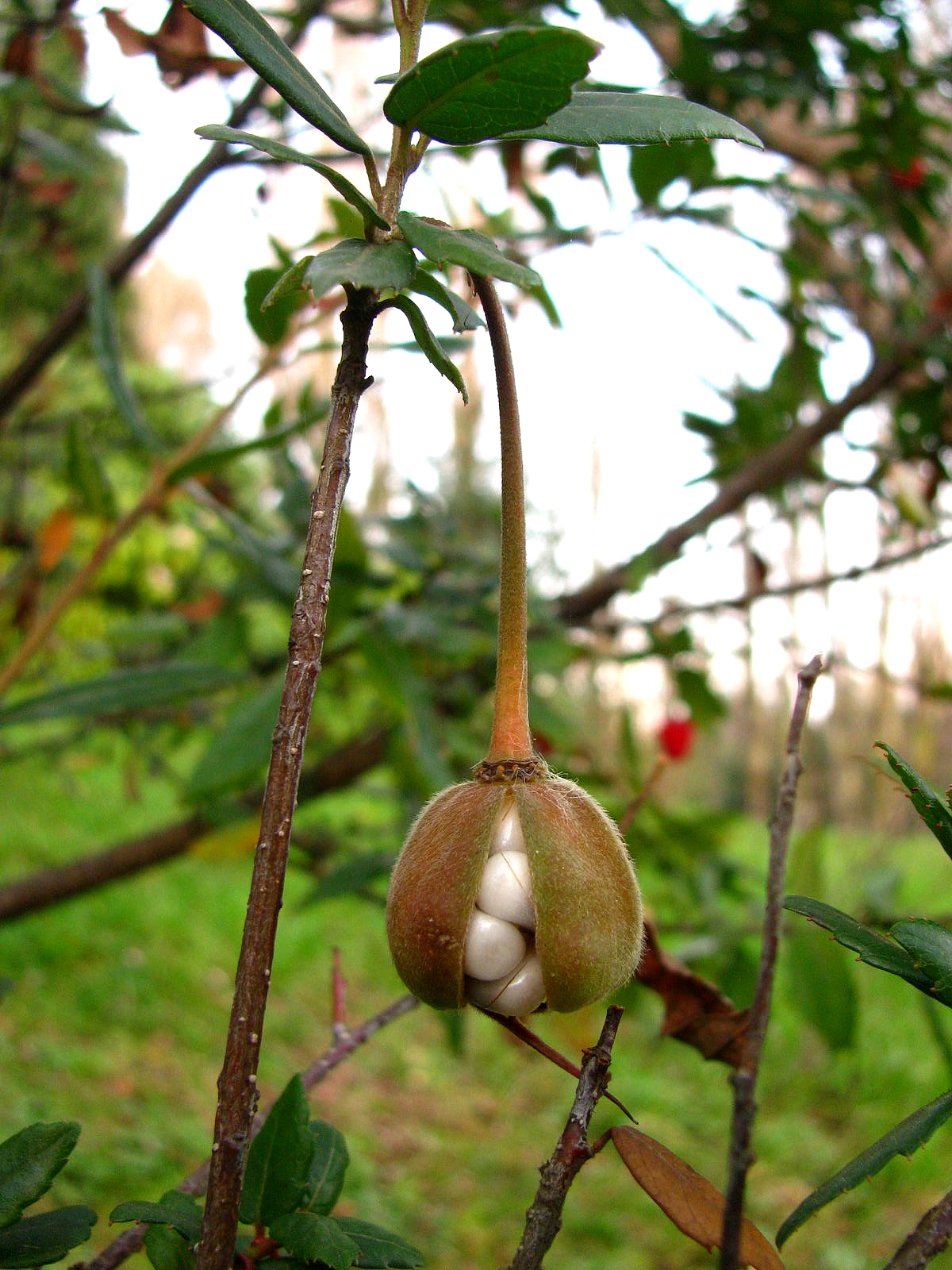
Frutos deiscentes de Crinodendron hookerianum.

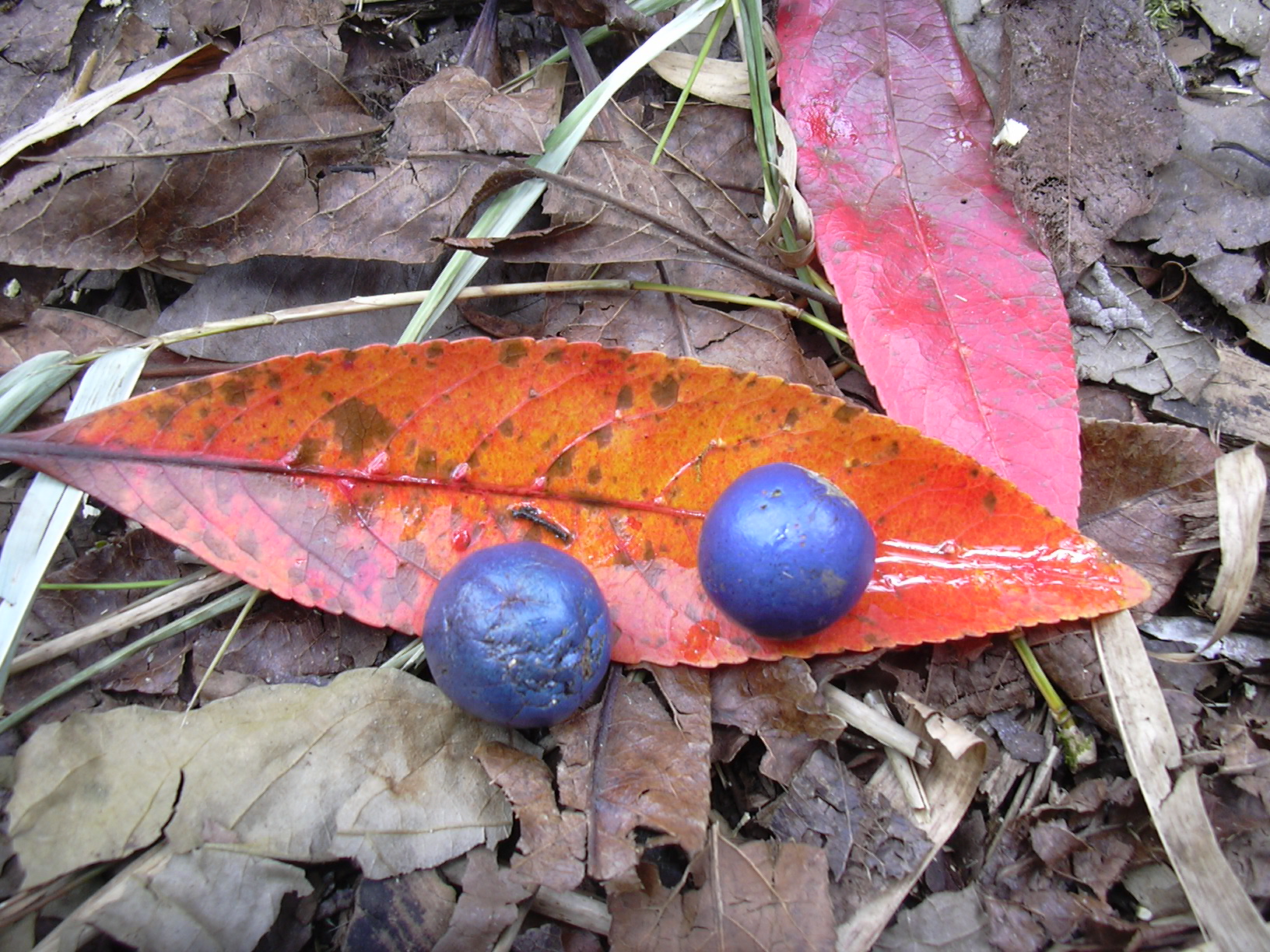
Drupa azulada de Elaeocarpus grandis.

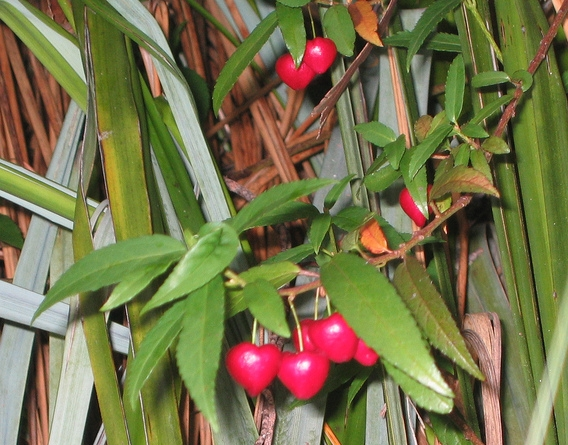
Drupas de Aristotelia peduncularis.

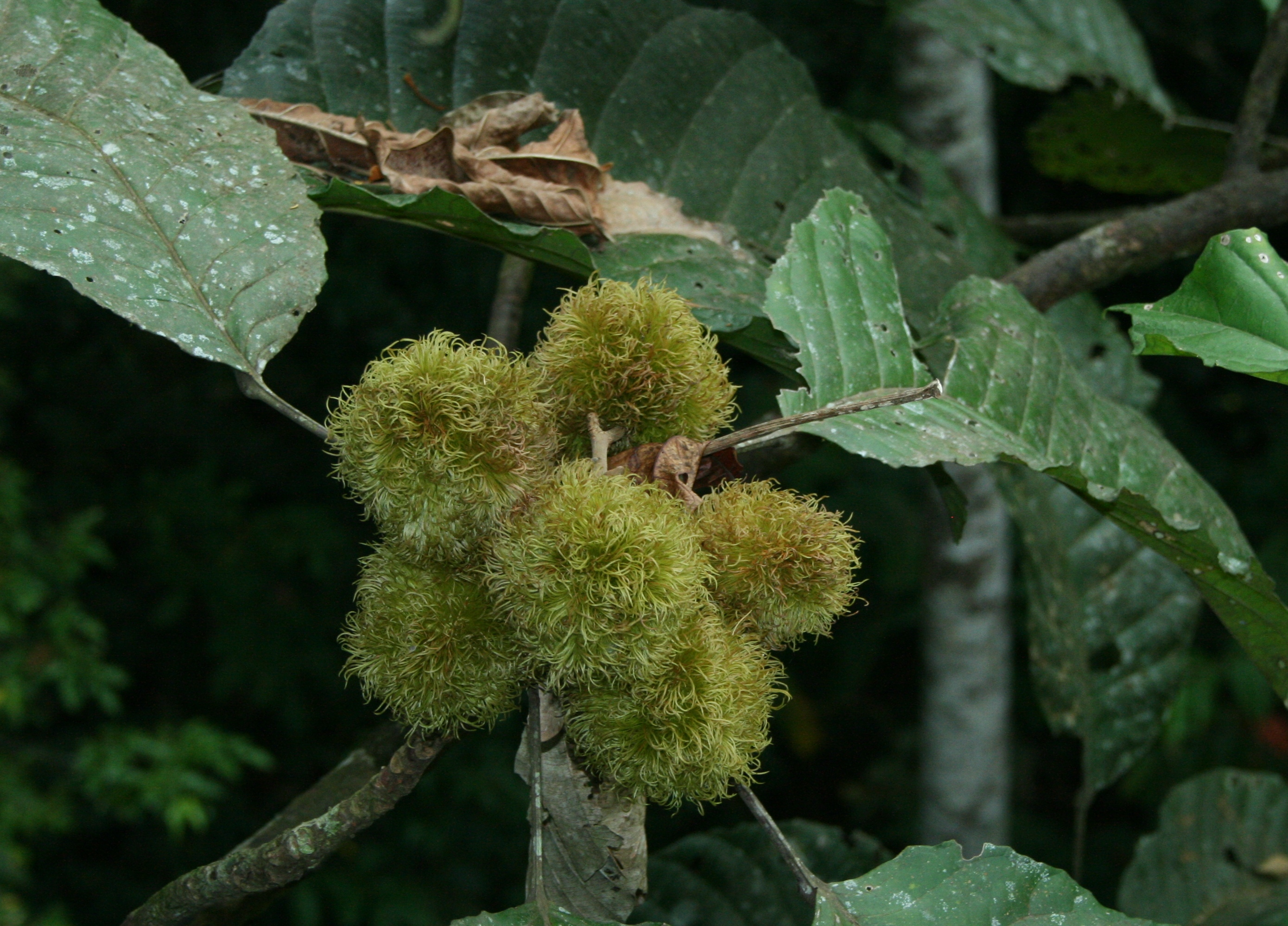
Ramo com frutos de Sloanea grandiflora.

Uma filogenia da família, baseada em sequências de DNAs foi publicada em 2006.

### Filogenia
A posição da família Elaeocarpaceae no contexto da filogenia da ordem Oxalidales, conforme determinada pelo Angiosperm Phylogeny Group, é a seguinte:
|  | Connaraceae |
|  |             |
|  | Oxalidaceae |
|  |             |

|  | \| \| Brunelliaceae \| \| \| \| \| \| Cephalotaceae \| \| \| \| |
|  |                                                                 |
|  | Elaeocarpaceae                                                  |
|  |                                                                 |
|  | Brunelliaceae                                                   |
|  |                                                                 |
|  | Cephalotaceae                                                   |
|  |                                                                 |

|  | Brunelliaceae |
|  |               |
|  | Cephalotaceae |
|  |               |

|  | \| \| Brunelliaceae \| \| \| \| \| \| Cephalotaceae \| \| \| \| |
|  |                                                                 |
|  | Elaeocarpaceae                                                  |
|  |                                                                 |
|  | Brunelliaceae                                                   |
|  |                                                                 |
|  | Cephalotaceae                                                   |
|  |                                                                 |

|  | Brunelliaceae |
|  |               |
|  | Cephalotaceae |
|  |               |

|  | Connaraceae |
|  |             |
|  | Oxalidaceae |
|  |             |

|  | \| \| Brunelliaceae \| \| \| \| \| \| Cephalotaceae \| \| \| \| |
|  |                                                                 |
|  | Elaeocarpaceae                                                  |
|  |                                                                 |
|  | Brunelliaceae                                                   |
|  |                                                                 |
|  | Cephalotaceae                                                   |
|  |                                                                 |

|  | Brunelliaceae |
|  |               |
|  | Cephalotaceae |
|  |               |

|  | \| \| Brunelliaceae \| \| \| \| \| \| Cephalotaceae \| \| \| \| |
|  |                                                                 |
|  | Elaeocarpaceae                                                  |
|  |                                                                 |
|  | Brunelliaceae                                                   |
|  |                                                                 |
|  | Cephalotaceae                                                   |
|  |                                                                 |

|  | Brunelliaceae |
|  |               |
|  | Cephalotaceae |
|  |               |

|  | Connaraceae |
|  |             |
|  | Oxalidaceae |
|  |             |

|  | \| \| Brunelliaceae \| \| \| \| \| \| Cephalotaceae \| \| \| \| |
|  |                                                                 |
|  | Elaeocarpaceae                                                  |
|  |                                                                 |
|  | Brunelliaceae                                                   |
|  |                                                                 |
|  | Cephalotaceae                                                   |
|  |                                                                 |

|  | Brunelliaceae |
|  |               |
|  | Cephalotaceae |
|  |               |

|  | \| \| Brunelliaceae \| \| \| \| \| \| Cephalotaceae \| \| \| \| |
|  |                                                                 |
|  | Elaeocarpaceae                                                  |
|  |                                                                 |
|  | Brunelliaceae                                                   |
|  |                                                                 |
|  | Cephalotaceae                                                   |
|  |                                                                 |

|  | Brunelliaceae |
|  |               |
|  | Cephalotaceae |
|  |               |

|  | Connaraceae |
|  |             |
|  | Oxalidaceae |
|  |             |

|  | \| \| Brunelliaceae \| \| \| \| \| \| Cephalotaceae \| \| \| \| |
|  |                                                                 |
|  | Elaeocarpaceae                                                  |
|  |                                                                 |
|  | Brunelliaceae                                                   |
|  |                                                                 |
|  | Cephalotaceae                                                   |
|  |                                                                 |

|  | Brunelliaceae |
|  |               |
|  | Cephalotaceae |
|  |               |

|  | \| \| Brunelliaceae \| \| \| \| \| \| Cephalotaceae \| \| \| \| |
|  |                                                                 |
|  | Elaeocarpaceae                                                  |
|  |                                                                 |
|  | Brunelliaceae                                                   |
|  |                                                                 |
|  | Cephalotaceae                                                   |
|  |                                                                 |

|  | Brunelliaceae |
|  |               |
|  | Cephalotaceae |
|  |               |

|  | Connaraceae |
|  |             |
|  | Oxalidaceae |
|  |             |

|  | \| \| Brunelliaceae \| \| \| \| \| \| Cephalotaceae \| \| \| \| |
|  |                                                                 |
|  | Elaeocarpaceae                                                  |
|  |                                                                 |
|  | Brunelliaceae                                                   |
|  |                                                                 |
|  | Cephalotaceae                                                   |
|  |                                                                 |

|  | Brunelliaceae |
|  |               |
|  | Cephalotaceae |
|  |               |

|  | \| \| Brunelliaceae \| \| \| \| \| \| Cephalotaceae \| \| \| \| |
|  |                                                                 |
|  | Elaeocarpaceae                                                  |
|  |                                                                 |
|  | Brunelliaceae                                                   |
|  |                                                                 |
|  | Cephalotaceae                                                   |
|  |                                                                 |

|  | Brunelliaceae |
|  |               |
|  | Cephalotaceae |
|  |               |

|  | Connaraceae |
|  |             |
|  | Oxalidaceae |
|  |             |

|  | \| \| Brunelliaceae \| \| \| \| \| \| Cephalotaceae \| \| \| \| |
|  |                                                                 |
|  | Elaeocarpaceae                                                  |
|  |                                                                 |
|  | Brunelliaceae                                                   |
|  |                                                                 |
|  | Cephalotaceae                                                   |
|  |                                                                 |

|  | Brunelliaceae |
|  |               |
|  | Cephalotaceae |
|  |               |

|  | \| \| Brunelliaceae \| \| \| \| \| \| Cephalotaceae \| \| \| \| |
|  |                                                                 |
|  | Elaeocarpaceae                                                  |
|  |                                                                 |
|  | Brunelliaceae                                                   |
|  |                                                                 |
|  | Cephalotaceae                                                   |
|  |                                                                 |

|  | Brunelliaceae |
|  |               |
|  | Cephalotaceae |
|  |               |

|  | Connaraceae |
|  |             |
|  | Oxalidaceae |
|  |             |

|  | \| \| Brunelliaceae \| \| \| \| \| \| Cephalotaceae \| \| \| \| |
|  |                                                                 |
|  | Elaeocarpaceae                                                  |
|  |                                                                 |
|  | Brunelliaceae                                                   |
|  |                                                                 |
|  | Cephalotaceae                                                   |
|  |                                                                 |

|  | Brunelliaceae |
|  |               |
|  | Cephalotaceae |
|  |               |

|  | \| \| Brunelliaceae \| \| \| \| \| \| Cephalotaceae \| \| \| \| |
|  |                                                                 |
|  | Elaeocarpaceae                                                  |
|  |                                                                 |
|  | Brunelliaceae                                                   |
|  |                                                                 |
|  | Cephalotaceae                                                   |
|  |                                                                 |

|  | Brunelliaceae |
|  |               |
|  | Cephalotaceae |
|  |               |

|  | Connaraceae |
|  |             |
|  | Oxalidaceae |
|  |             |

|  | \| \| Brunelliaceae \| \| \| \| \| \| Cephalotaceae \| \| \| \| |
|  |                                                                 |
|  | Elaeocarpaceae                                                  |
|  |                                                                 |
|  | Brunelliaceae                                                   |
|  |                                                                 |
|  | Cephalotaceae                                                   |
|  |                                                                 |

|  | Brunelliaceae |
|  |               |
|  | Cephalotaceae |
|  |               |

|  | \| \| Brunelliaceae \| \| \| \| \| \| Cephalotaceae \| \| \| \| |
|  |                                                                 |
|  | Elaeocarpaceae                                                  |
|  |                                                                 |
|  | Brunelliaceae                                                   |
|  |                                                                 |
|  | Cephalotaceae                                                   |
|  |                                                                 |

|  | Brunelliaceae |
|  |               |
|  | Cephalotaceae |
|  |               |

Elaeocarpaceae é o grupo irmão do clado formado pelas famílias monogenéricas Brunelliaceae e Cephalotaceae.

### Sistemática
A família Elaeocarpaceae foi proposta em 1816 por Antoine Laurent de Jussieu na obra de Augustin-Pyrame de Candolle intitulada Essai sur les Propriétés Médicales des Plantes, p. 87. O género tipo é Elaeocarpus L. São sinónimos taxonómicos para Elaeocarpaceae Juss. ex DC. os seguintes: Aristoteliaceae Dum., Tetrathecaceae R.Br. e Tremandraceae R.Br. ex DC.
Na sua presente circunscrição taxonómica, a família Elaeocarpaceae inclui 12 géneros com cerca de 605 espécies:
- Aceratium DC.: com 5 espécies, distribuídas pela Austrália, Nova Zelândia, Chile e Peru.
- Aristotelia L'Her.: com 8 espécies, entre as quais:
  - Aristotelia chilensis (Molina) Stuntz
  - Aristotelia serrata Oliv.
- Crinodendron Molina (sin.: Tricuspidaria Ruiz & Pavón): com 4 espécies.
- Dubouzetia Pancher ex Brongn. & Gris: com cerca de 11 espécies.
- Elaeocarpus L. (sin.: Acronodia Blume; Dicera J. R. Forster & G. Forster; Ganitrus Gaertner; Monocera Jack): com cerca de 350 espécies, com distribuição natural em Madagáscar, da Índia ao Japão e ao Sueste Asiático, Australásia, nas ilhas do sudoeste do Pacífico e no Hawaii.
- Peripentadenia L.S.Sm.: com provavelmente apenas a espécie australiana Peripentadenia phelpsii B.Hyland & Coode
- Platytheca Steetz: com 6 espécies.
- Sericolea Schltr.: com apenas uma espécie:
  - Sericolea werneri (Lauterb.) Schltr.
- Sloanea L. (sin.: Anoniodes Schlechter; Antholoma Labillardière; Echinocarpus Blume): com cerca de 150 espécies, principalmente na Ásia e no Novo Mundo, com apenas 5 espécies na Austrália.
- Tetratheca Sm.: com cerca de 20 espécies, com ampla distribuição apenas na Austrália.
- Tremandra R.Br. ex DC.: com 5 espécies.
- Vallea Mutis ex L.f.: com 2 espécies.

## Galeria

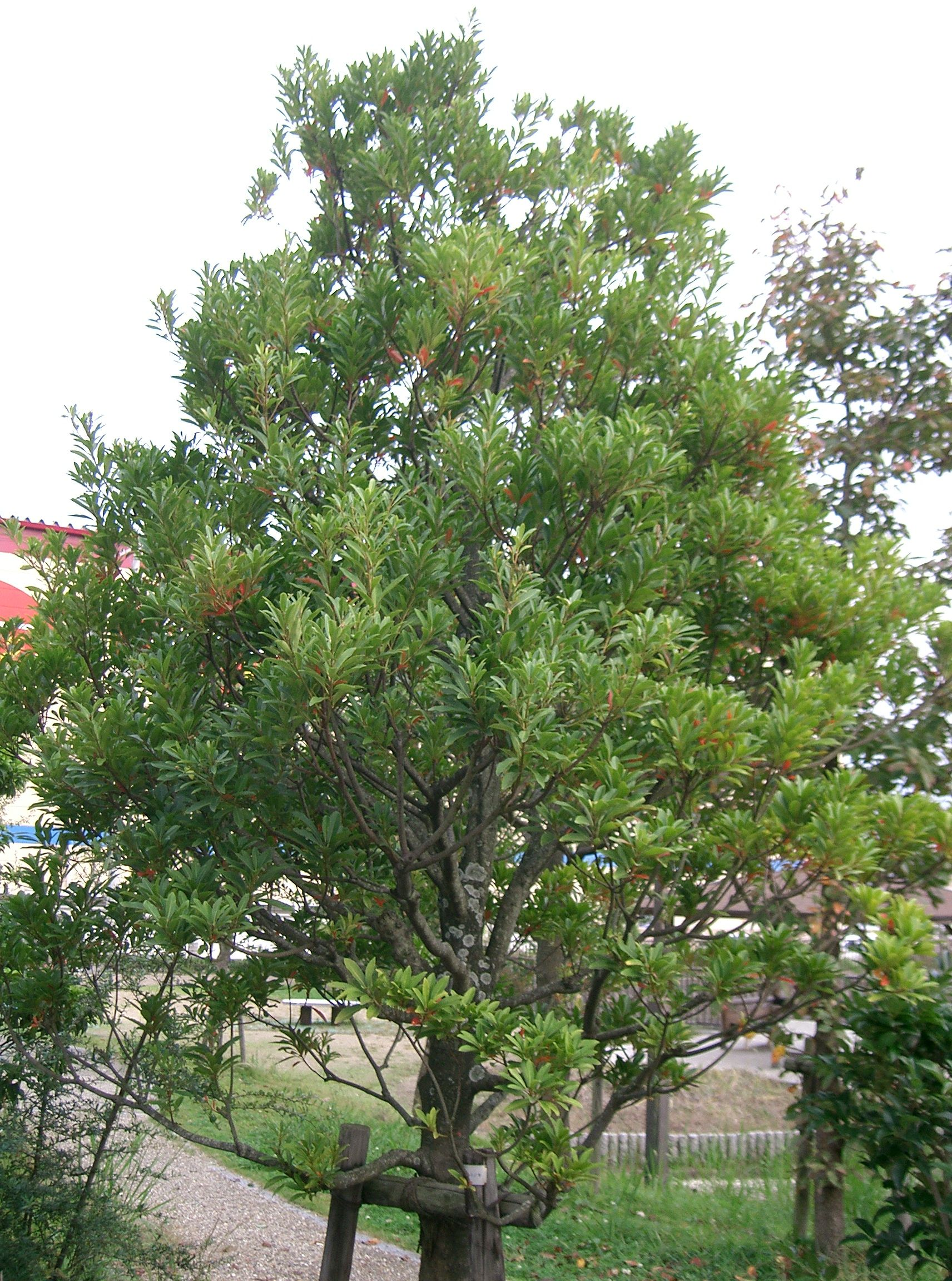
Elaeocarpus sylvestris var. ellipticus.
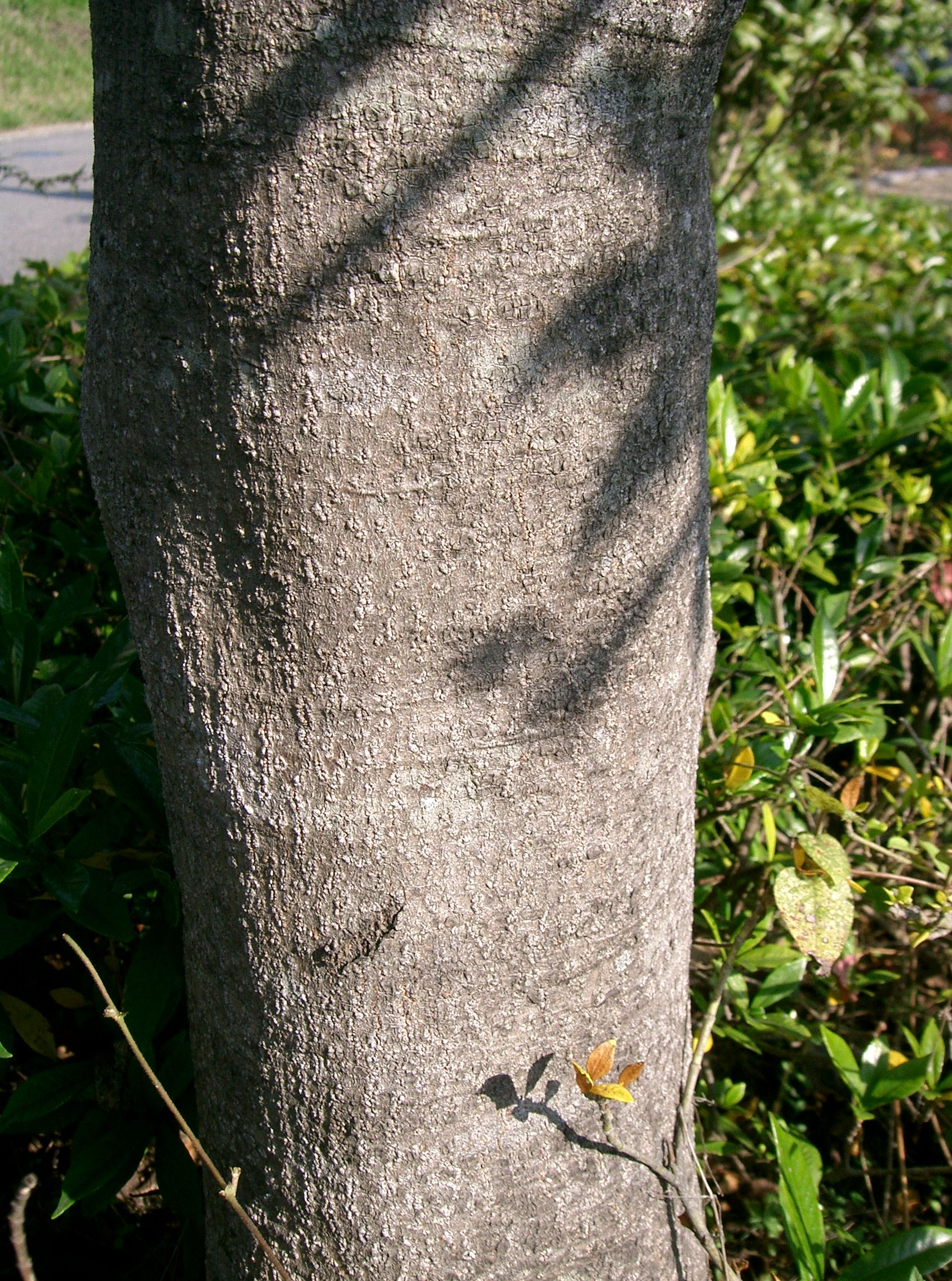
Elaeocarpus sylvestris var. ellipticus.
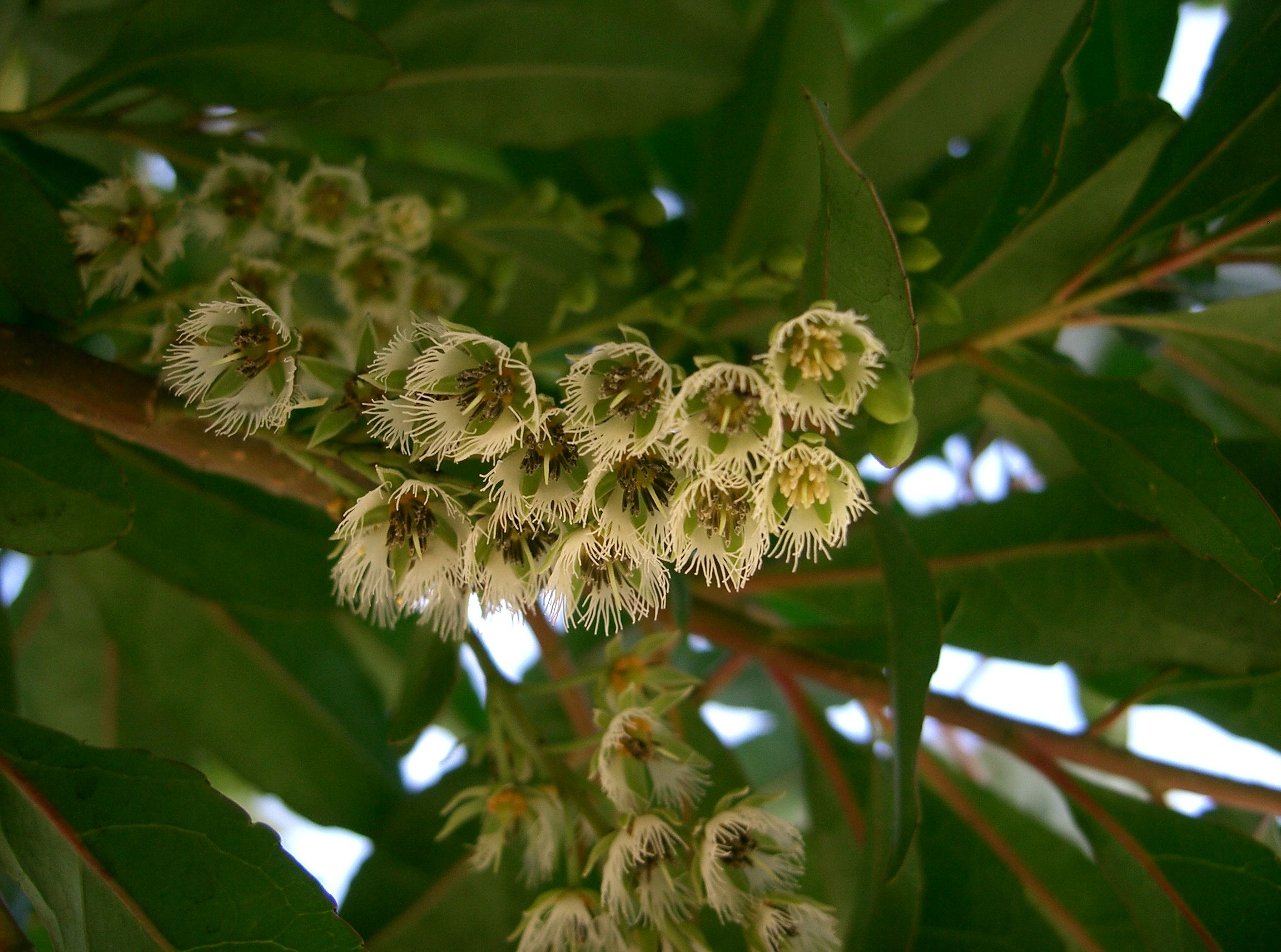
Elaeocarpus sylvestris var. ellipticus.
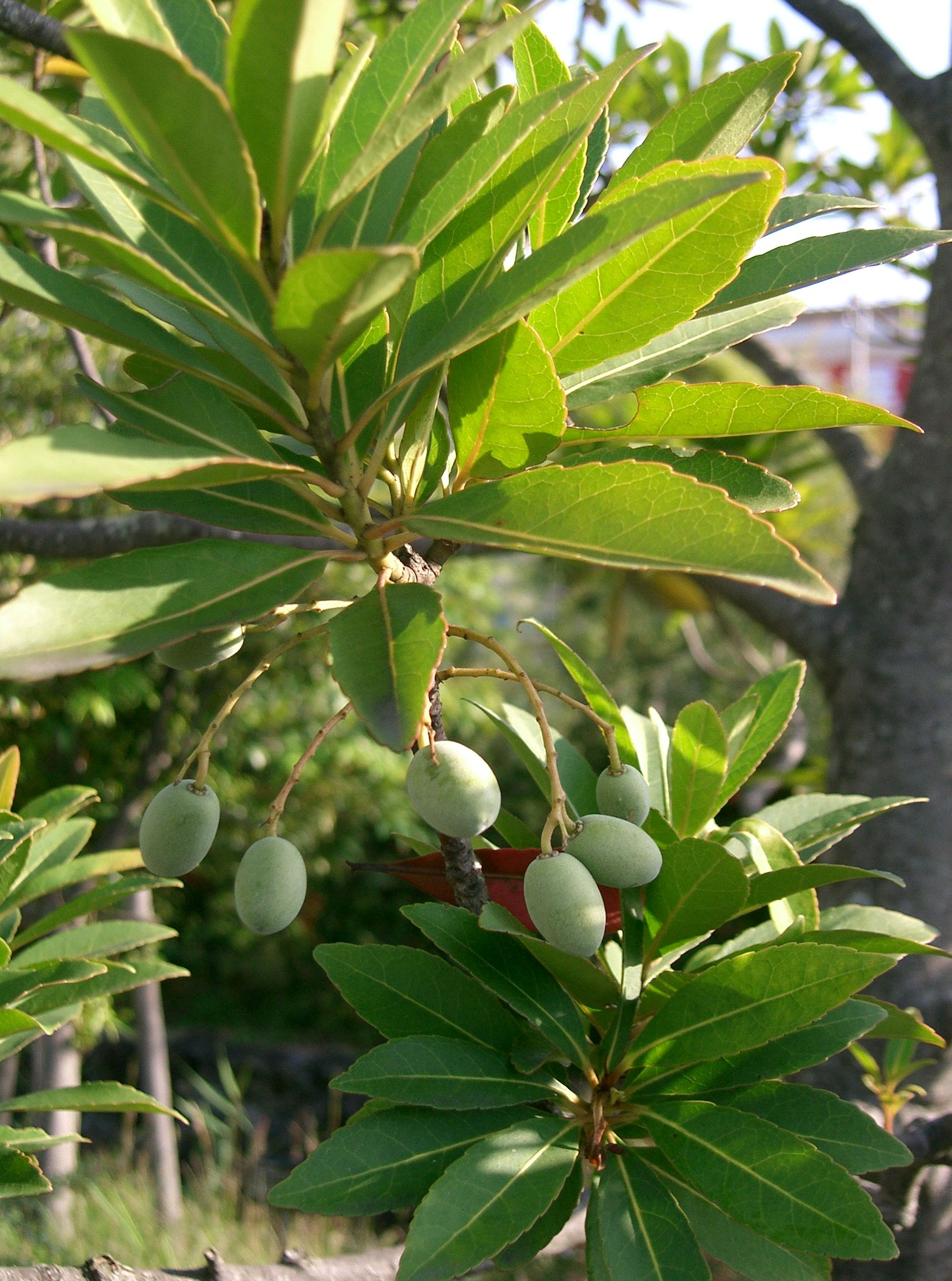
Elaeocarpus sylvestris var. ellipticus.
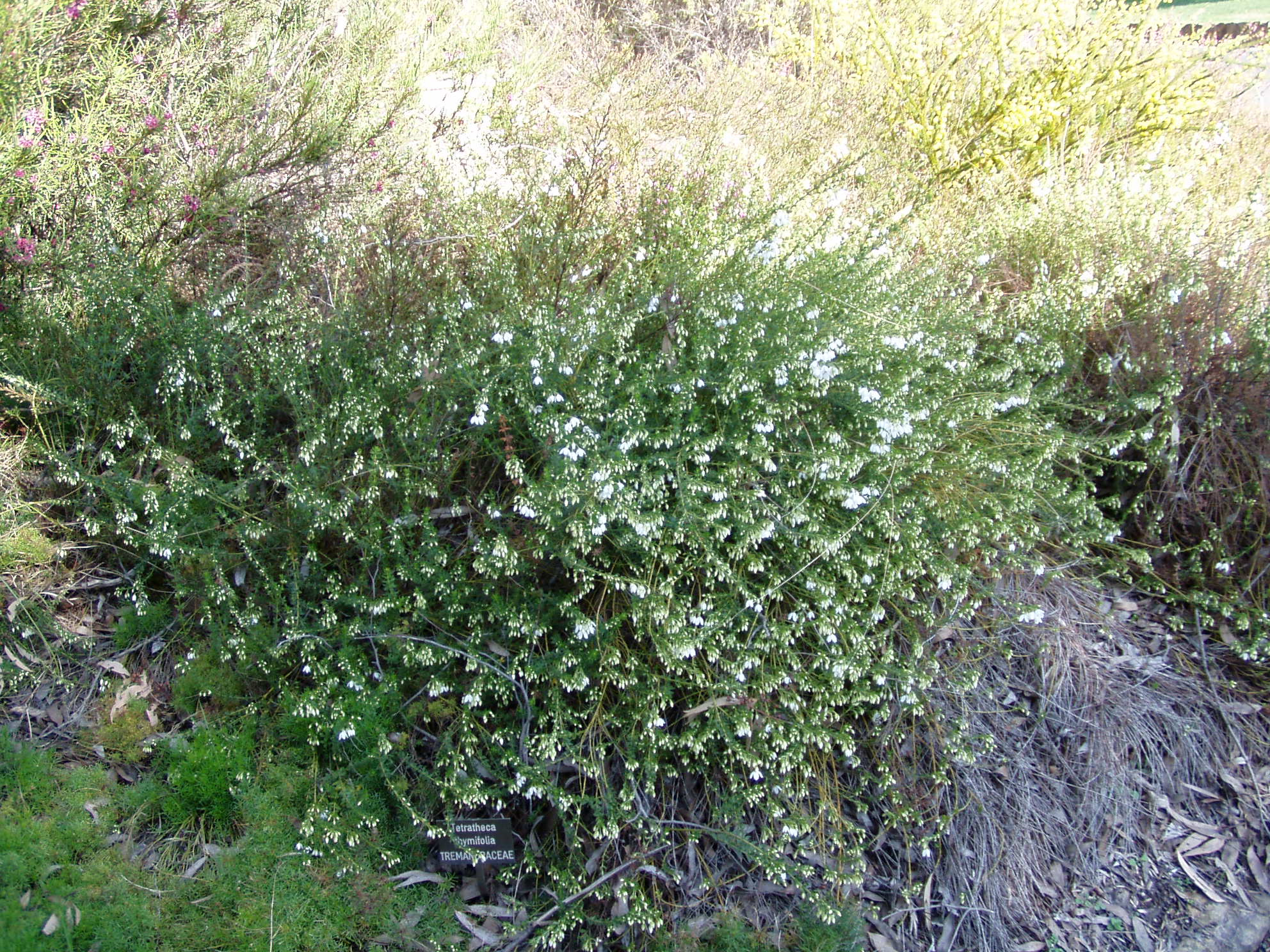
Tetratheca thymifolia.
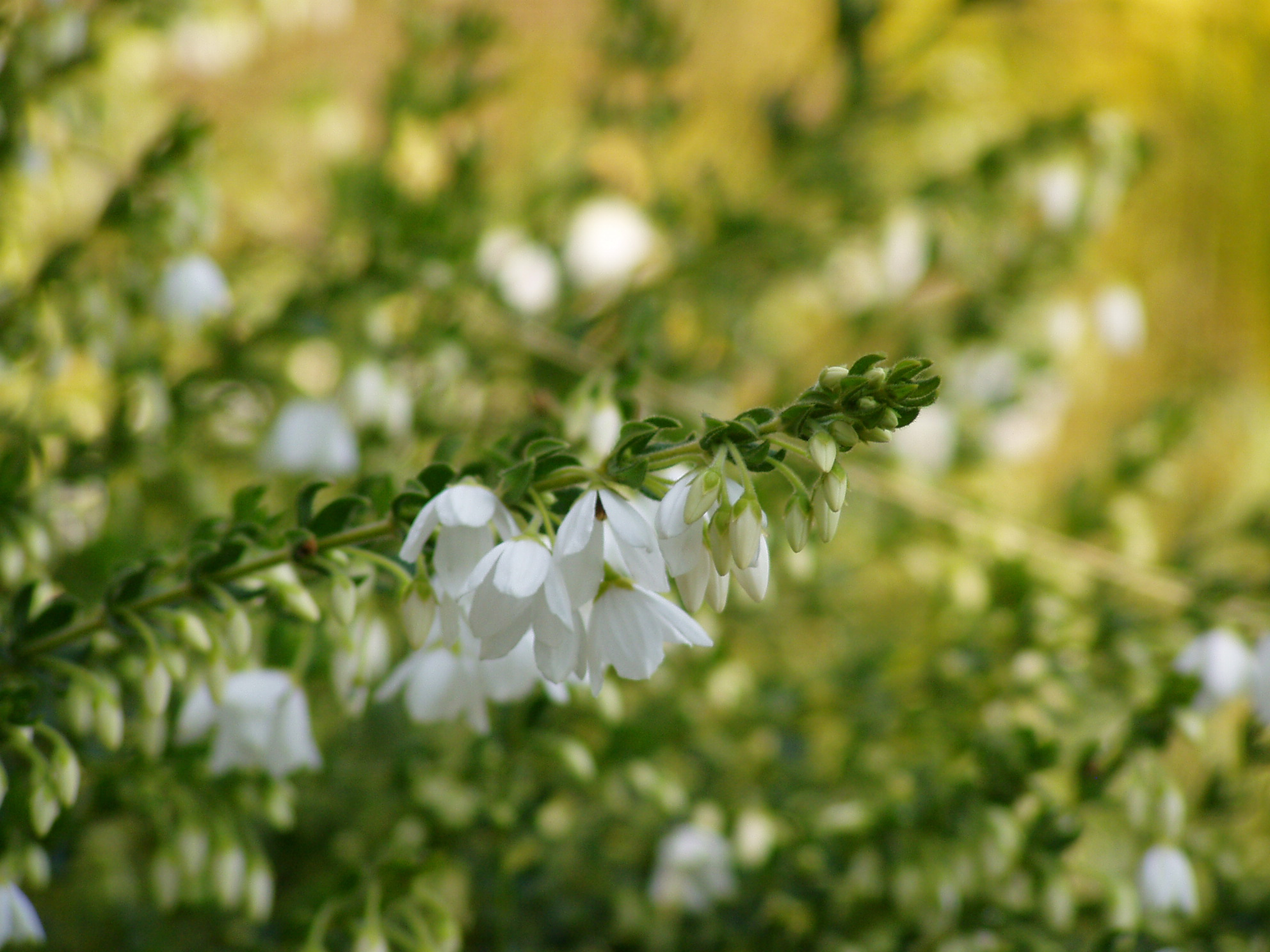
Tetratheca thymifolia.
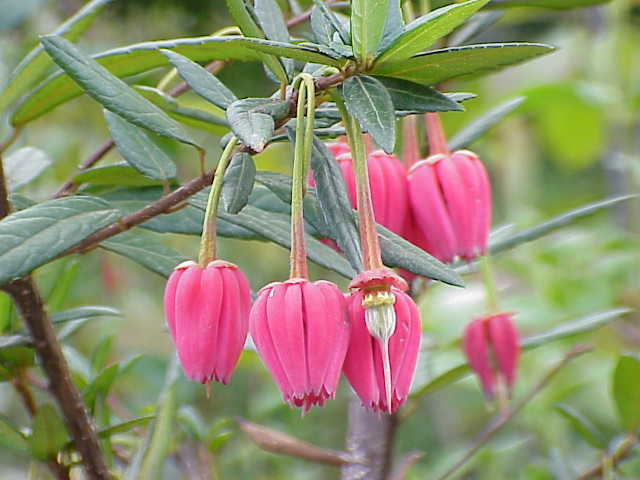
Crinodendron hookerianum.
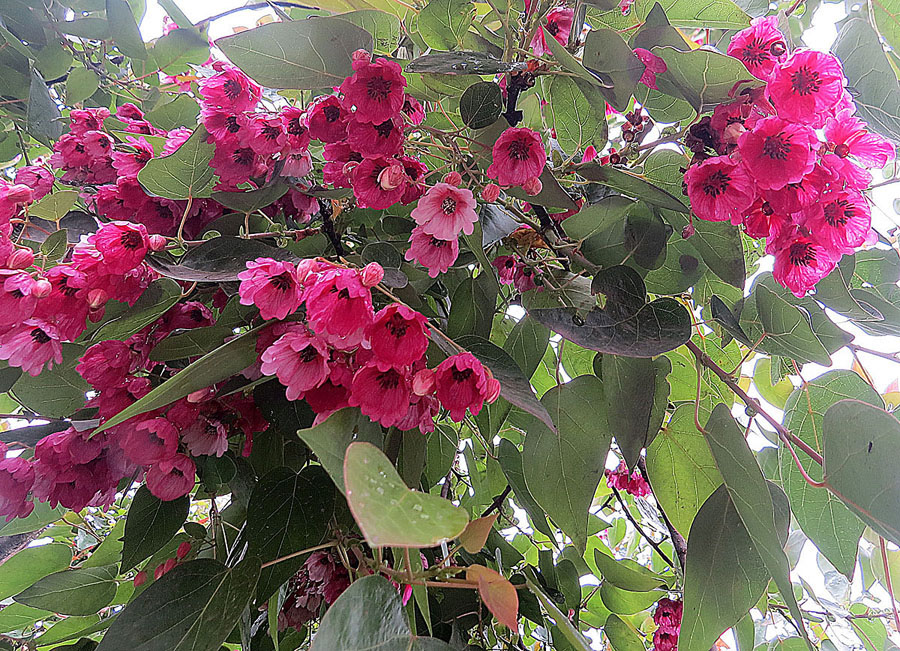
Vallea stipularis.